# سردرگمی جنسی
سردرگمی جنسی (شک و تردید در گرایش جنسی ، هویت جنسی، جنسیت یا هر سه)   فرایندی برای اکتشاف در افرادی است که به دلایل مختلف ممکن است نامطمئن، هنوز در حال کاوش یا نگران درمورد استفاده از برچسب اجتماعی برای خود باشند.   حرف "Q" گاهی به انتهای سرنام LGBT ( لزبین، گی، بایسکشوال (دوجنسگرا)، تراجنسیتی ) اضافه می شود. "Q" می تواند به کوئسشنینگ یا کوئیر اشاره کند. 
گرایش جنسی ، هویت جنسی ، یا جنسیت همیشه با هم منطبق نیستند. به عنوان مثال ، اگر فردی خود را به عنوان یک دگرجنسگرا معرفی کند، ممکن است به تنها به شخصی از جنس مخالف جذب نشود و و با همجنس خود نیز رابطهٔ جنسی داشته باشد، بدون اینکه لزوماً خود را به عنوان دوجنسگرا معرفی کند.  این درک که فرد نیازی به استفاده از نوعی برچسب جنسیتی یا جنسی برای خود ندارد، در جامعه مدرن و اجتماعی همراه با سیالیت جنسیتی و جنسی، به طور عمومی و اجتماعی برجسته است، که در جامعه امروز نیز به صورت آشکارتر مورد بحث و پذیرش قرار گرفته است.  افرادی که خود را مرد، زن، تراجنسیتی، دگرجنسگرا ، همجنسگرا ، دوجنسیتی، هیچ‌جنسگرا معرفی نکنند یا احساس کنند گرایش جنسیشان سیال است ، ممکن است خود را به عنوان جنسیت خنثی ، جنسیت کوئیر یا خارج از جنسیت معرفی کنند. 